# ジャン＝アラン・ブームソン
ジャン＝アラン・ブームソン＝ソムコン（Jean-Alain Boumsong-Somkong, 1979年12月14日 - ）は、カメルーン・ドゥアラ出身のサッカー選手、サッカー指導者、元フランス代表。ポジションはセンターバック。

## クラブ経歴

### 初期
バレーボール代表だった父の下でカメルーンのドゥアラに生まれ、サッカー以外にもバレーボールやバスケットボールに親しんでいた。サッカーではゴールキーパーを務めていたブームソンは、14歳の時に母と5人の男兄弟と共にフランスへ渡って（父はカメルーンに留まっている）、パリの郊外在住時にUSパレゾー（US Palaiseau）に参加し、その後、ル・アーヴルACとAJオセールから誘われた際に学業に重きを置いていたため、大学が存在しなかったオセールよりもル・アーブルへ渡ることを選択。1996年に入団したル・アーヴルでは、守備的ミッドフィルダーを務め、その2年後にプロ初出場を飾った。なお、この間に大学で前期2年に当たる第1期課程を履修し、数学の一般教育課程修了証書（DEUG）を取得している。

### オセール
プロ1季目ながらも活躍を見せていたことから、1999年にイングランド1部のリヴァプールFCを率いる同国人ジェラール・ウリエ監督に関心を寄せられていたものの、足の負傷の影響もあって話は立ち消え、2000年にフランス1部のAJオセールと契約した。オセールでは、ギー・ルー監督の指導の下でセンターバックに転向し、後に代表でプレーすることになるフィリップ・メクセス、ジブリル・シセ、オリヴィエ・カポと共に中心選手として牽引。特にメクセスとのコンビは、それぞれローラン・ブラン、マルセル・デサイーの後継と目される程の活躍を見せており、その集大成として、2003年6月のパリ・サンジェルマンFC戦で決勝点を挙げて自身初タイトルとなるクープ・ドゥ・フランスを獲得した。

### レンジャーズ、ニューカッスル
2003年12月15日にスコットランド1部のレンジャーズFCとオセールとの契約が満了となる2004年夏からの5年契約を締結した。なお、この動きにリヴァプールのウリエ監督から失望と非難をされたが、それに対してブームソンは、昨季終了後にリヴァプールとクラブ間合意に達するも、ウリエ監督から本契約の連絡が11月の段階になっても来なかったと明かしている。
アレックス・マクリーシュ監督の下ですぐさまレンジャーズの中心選手として活躍すると、僅か半年後の2005年1月2日に移籍金800万ポンドでイングランド1部のニューカッスル・ユナイテッドFCへ5年半契約で引き抜かれた。8月に退団したジョナサン・ウッドゲイトの後釜として大きく期待を寄せられることになったが、2005年のフラムFC戦でルイス・ボア・モルテのグラウンダークロスを目の前にして転けて失点に繋げたプレー、2006年のリヴァプール戦での相手のロングボールを処理ミスからピーター・クラウチにボールを奪われる寸前に後ろから抱きついて倒し、退場とペナルティーキックを献上したプレー等、度々不安定な守備を見せており、タイタス・ブランブルとのコンビは最悪と評される程にニューカッスルでの生活は失敗したものだった。2006-07シーズンになると、クレイグ・ムーア、スティーブン・テイラー、ブランブルよりセンターバックでの序列が下がり、同シーズンの試合に1試合も出場することなく退団した。

### ユヴェントス
2006年8月15日、カルチョ・スキャンダルによってセリエBに降格したユヴェントスFCへ移籍金330万ポンド（480万ユーロ）で4年契約を締結。リミニ・カルチョFCとの開幕戦では、前半にジェダのクロスを後ろへ逸らす処理ミスからアレッサンドロ・マトリにシュートを放たれる危機を作ると、後半には、スルーパスへの中途半端な対応によって相方のロベルト・コヴァチとボールの処理を譲り合う場面を作り出してしまい、その隙をアドリアン・リッキウティに突かれて直接失点に関与する最悪なデビュー戦となった一方、ACキエーヴォ・ヴェローナ戦の決勝点や2008年1月のインテルナツィオナーレ・ミラノとのコッパ・イタリアでの同点といったように重要な得点でチームを救った。同国人のディディエ・デシャン監督の期待に応えるべく奮闘し、最終的にコヴァチやジョルジョ・キエッリーニとコンビを組んで守備の中心選手として33試合2得点を記録し、2部での優勝と1年でのセリエA復帰に貢献した。
しかし、デシャン監督がクラブ首脳陣との対立によって去り、新たにクラウディオ・ラニエリ監督が就任すると、新シーズンに加入したドメニコ・クリッシトとジョルジュ・アンドラーデの2人がセンターバックのレギュラー候補に踊り出ており、厳しい状況になることが予想されていたが、これに対して「ポジション争いは脅威ではないし、ここに99%残留するつもりだ。そのためにFCジロンダン・ボルドーとバレンシアCFからのオファーを断った」と宣言して残留となった。しかし、2009年9月のレアル・サラゴサとの親善試合での左太ももの負傷によって2ヶ月離脱する不運やキエッリーニとニコラ・レグロッターリエのコンビの活躍から、結局ラニエリ監督の下で出場はコッパ・イタリアのみにとどまり、2009年1月の移籍市場で新たなセンターバックを求めたことで退団へと繋がった。

### リヨン
2009年1月26日、負傷で長期離脱していたアンデルソンの代役として移籍金300万ユーロでフランス1部のオリンピック・リヨンと3年半契約を締結。移籍当初は、精彩を欠いており、2008年9月17日のACFフィオレンティーナとのUEFAチャンピオンズリーグ 2008-09では中途半端なクリアを相手選手に拾われて失点に関与するプレー等を見せていたことから、2008-09シーズンに就任したクロード・ピュエル新監督の構想では、センターバックの序列でクリス、ジョン・メンサー、マチュー・ボドメに次ぐ4番手に位置付けられており、特に本職がミッドフィルダーのボドメが好まれていたことから反目し、型に嵌りすぎて柔軟性がなく、選手に意見を求めない監督と評していた。しかし、時が経つに連れ、かつての調子を取り戻し、クリスと守備の軸となると、2010年2月のレアル・マドリード戦では、間一髪の所で失点を防ぐプレーを度々見せるのみにとどまらず、中盤でのボール奪取から攻撃に繋げてジャン・マクーンの決勝点を支援する攻守両面で高い貢献度を示し、FCジロンダン・ボルドーでも同様に守備で良いプレーを見せてクラブ史上初となる準決勝進出に貢献した。

### パナシナイコス
リヨンでの生活は充実していたものの、契約期間満了に迫ると、移籍金ゼロでの放出を望まなかったリヨンが他クラブとの交渉を開始する事態となる。これに対し、ブームソンはリヨンへの残留と契約延長を希望したが、2010年7月30日に移籍金50万+ボーナス25万ユーロでギリシャ1部のパナシナイコスFCと3年契約を締結し、シドニー・ゴブの後を追う形となり、オセール時代の同僚シセとも再会した。
パナシナイコスでのスタートはあまり良くなかったが、徐々にパフォーマンスを改善してファンの信頼を掴み、2012年1月には契約を2014年までの2年延長させることに成功すると、翌2012-13シーズンは副主将にも任命された。しかし、ギリシャ国内の経済危機はクラブにも影響を及ぼし、経済的理由から2013年1月9日に解雇されてしまう。その後、自身の給与を15%削減することで11日にクラブの練習に復帰を果たしているが、同2012-13シーズン終了後の2013年6月19日に契約を1年残しながらも、双方の合意によって正式に退団した。
パナシナイコス退団後は、フランスに帰国して受け入れ先を探すもなかなか見つからないため、正式に引退こそ表明していないが、beIN Sportsで評論家の仕事をしている。
2018年9月5日、サッカーカメルーン代表のアシスタントコーチに就任した。2019年9月に退任した。

## 代表経歴
代表にはU-21フランス代表を経験した後、2003年2月10日にサッカーチェコ代表との親善試合へ向けてフランスA代表の初招集される。同試合での出場はなく、以後も未出場だったものの、クラブでの活躍から、6月3日にジャック・サンティニ監督によってFIFAコンフェデレーションズカップ2003のメンバーに選出されると、6月20日の日本戦で初出場を飾り、2003年10月のUEFA EURO 2004予選イスラエル戦で代表初得点を挙げた。
その後、クラブでの負傷からUEFA EURO 2004の出場が危ぶまれながらも、同大会のメンバーに無事選出されたが、スイス戦でウィリアム・ギャラスに代わって試合終了間際したのみにとどまった。その後の2006 FIFAワールドカップ・ヨーロッパ予選では、序盤こそ先発の座を掴んでいたものの、リリアン・テュラムが代表復帰してからは控えに追いやられ、2006 FIFAワールドカップではテュラムとギャラスの牙城を崩せずに未出場に終わり、UEFA EURO 2008でも2人の存在から控えだった。なお、EURO 2008にはイタリア戦でセンターバックを務めるエリック・アビダルが一発退場したことで前半にサミル・ナスリに代わって途中出場したのみとなり、公式4大会にメンバー入りこそ果たしているものの、出場機会は僅かなものだった。
レイモン・ドメネク監督の下では、定期的に招集されており、2005年のハンガリー戦では主将を務めていたが、2009年6月のトルコ戦を最後に出場はなく、その後、2010年3月のスペインとの親善試合に招集されるも、未出場に終わり、2010 FIFAワールドカップのメンバーには選出されなかった。新たにローラン・ブラン監督が就任してからは、センターバックの世代交代の影響もあって招集されることはなかった。

## 私生活
兄弟のセルジュ・アバド（Serge Abad）は詩人であり、ヤニック（Yannick）はプロサッカー選手、ロドリーグ（Rodrigue）はバスケットボール選手だったが、度重なる負傷からプロ経験はなかった。また、プロサッカー選手のダビド・ヌゴグは従兄弟である。
オセール時代に妻ジュリエットと出会い、3人の子供を授かっている。

## 代表歴

### 出場大会
- フランス代表
  - 2006 FIFAワールドカップ

### 試合数
- 国際Aマッチ 27試合 1得点（2003年-2009年）[54]

| フランス代表 | 国際Aマッチ | 国際Aマッチ |
| 年           | 出場        | 得点        |
| ------------ | ----------- | ----------- |
| 2003         | 3           | 1           |
| 2004         | 5           | 0           |
| 2005         | 9           | 0           |
| 2006         | 4           | 0           |
| 2007         | 1           | 0           |
| 2008         | 4           | 0           |
| 2009         | 1           | 0           |
| 通算         | 27          | 1           |

## 指導歴
- 2018年 - 2019年  サッカーカメルーン代表 アシスタントコーチ

## タイトル
クラブ
AJオセール
- クープ・ドゥ・フランス (1) : 2002-03

レンジャーズFC
- スコティッシュ・プレミアリーグ (1) : 2004-05

ユヴェントスFC
- セリエB (1) : 2006-07

オリンピック・リヨン
- リーグ・アン (1) : 2007-08
- クープ・ドゥ・フランス (1) : 2007-08